# 納吉絲·法赫利
納吉絲·法赫利（烏爾都語：نرگس فخری，1979年10月20日—）是一名主要在印度寶萊塢工作的美國籍女演員及模特兒。她曾出現在真人秀《全美超級模特兒新秀大賽》並在2011年出演了首套電影《Rockstar》。法赫利其後在電影《Madras Cafe》 及《Main Tera Hero》 取得成功。
法赫利出生在美國纽约的一個草根家庭。她亦是一名混血兒、父親Mohammed是一名巴基斯坦人、而母親Marie是一名捷克人。

## 外部連結
- 納吉絲·法赫利在互联网电影资料库（IMDb）上的資料（英文）